# Hertog van Sutherland
Hertog van Sutherland (Engels: Duke of Sutherland) is een Britse adellijke titel. 
De titel hertog van Sutherland werd gecreëerd in 1833 door Willem IV voor George Leveson-Gower, markies van Stafford.
Zijn nakomelingen bezitten de titel nog steeds.

## Hertog van Sutherland (1833)
- George Leveson-Gower, 1e hertog van Sutherland (1833)
- George Sutherland-Leveson-Gower, 2e hertog van Sutherland (1833-1861)
- George Sutherland-Leveson-Gower, 3e hertog van Sutherland (1861-1892)
- Cromartie Sutherland-Leveson-Gower, 4e hertog van Sutherland (1892-1913)
- George Sutherland-Leveson-Gower, 5e hertog van Sutherland (1913-1963)
- John Egerton, 6e hertog van Sutherland (1963–2000)
- Francis Egerton, 7e hertog van Sutherland (2000-heden)